# L'Œil qui ment
L'Œil qui ment és una pel·lícula de comèdia fantàstica franco-portuguesa de 1993. dirigida pel cineasta xilè Raúl Ruiz. Va ser inscrit al 45è Festival Internacional de Cinema de Canes.
La pel·lícula retrata un món surrealista pel qual Felicien, el protagonista interpretat per Didier Bourdon, ha de navegar mentre busca saber què ha estat de la fortuna del seu pare difunt. Descrita com "una elaborada broma dadaistaista" per The New York Times, la pel·lícula de Ruiz tenia la intenció d'emular un humor estil Monty Python amb una comèdia d'humor sec.

## Argument
Després de la Primera Guerra Mundial, el metge francès Felicien viatja a un petit poble de Portugal per visitar una fàbrica en què el seu pare va invertir la seva fortuna abans de la seva mort. A la seva arribada a la ciutat amb camps de crosses que sobresurten del terra, Felicien descobreix que la zona és un món oníric surrealista on les visions i els miracles són fets tan habituals que es converteixen en una molèstia. Els gossos del poble són animals sagrats i la gent del poble són els no-morts que caminen sonàmbuls. Felicien arriba a una mansió on l'Anthony, l'adinerat propietari de la fàbrica que produeix pròtesis, viu amb la seva dona Inés. Després de passar un sopar molt estrany amb els residents de la mansió, Felicien té un somni igualment estrany que implica la parella.
Mentre explora la ciutat, Felicien coneix un sacerdot enterrat a terra per Ellis, un artista que utilitza cadàvers per fer quadres vius i que sembla idèntic a un dels pacients psiquiàtrics de Felicien. El sacerdot està esgotat pels miracles interminables, ja que la seva feina és excomunicar persones per fer miracles no autoritzats per l'església. Felicien continua tenint trobades estranyes que desdibuixen les línies entre la il·lusió i la realitat, incloses converses amb Le Marquis, que habita el mateix cos que Antoni, i la Mare de Déu que imita i es burla de Felicien quan apareix davant seu. També coneix un nen que fa miracles i ajuda a Felicien quan no troba un bany i necessita orinar. Una de les trobades més inusuals de Felicien és amb una escultura gegant d'un dit fet de marbre que s'estavella contra el sostre de l'habitació de convidats de la mansió, gairebé aixafant-lo.
Felicien explora la mansió d'Anthony per trobar un laboratori al soterrani on es realitzen experiments inquietants. Felicien s'assabenta que els dobles d'Anthony i Ines es van crear al laboratori quan les seves ànimes van abandonar els seus cossos una nit. Les ànimes de la parella deambulen i de vegades ocupen el cos de Le Marquis. Cap al final de la pel·lícula, Felicien torna a visitar el laboratori i és expulsat del laboratori on es veu atrapat levitant a l'aire contra la seva voluntat. El noi que fa miracles intenta ajudar-lo a tornar a terra, però primer ha d'obtenir permís per fer el miracle. Mentrestant, el mossèn llaça una corda al voltant de Felicien i el condueix. Finalment, el noi miracle és capaç d'ajudar-lo a baixar a terra. Felicien torna ràpidament al laboratori quan sent que Le Marquis s'està morint de ganes de desitjar-li adéu. Felicien finalment abandona l'estranya ciutat, flotant mentre camina cap al cel.

## Repartiment
- John Hurt com Anthony / Le Marquis
- Didier Bourdon com a Doctor Felicien
- Lorraine Evanoff com a Inés
- David Warner com a Ellic
- Daniel Prévost com a Le curé
- Myriem Roussel com La verge de les imitacions
- Felipe Dias com a L'infant
- Baptista Fernandes com a Pare Felicien
- Alexandre de Sousa com a Metge 1
- Laurent Moine com a Metge 2
- Rui Mendes com a empleat
- André Maia com a Jove obrer
- Rui Luis Bras com a presoner

## Producció

### Ubicacions
En una entrevista, Ruiz afirma que va triar Portugal perquè li recorda a Xile, concretament remarcant com els portuguesos i xilens no miren mai la gent als ulls, sinó que miren el pit, però sobretot els portuguesos posseeixen una sensació de secret que va atreure a Ruiz. També comenta "l'Alentejo és la frontera, un lloc molt aïllat on la història es converteix en un cop increïble" quan li pregunten per què va triar l'Alentejo com a escenari de la pel·lícula.

### Càsting
Originalment, Ruiz havia volgut escollir Nanni Moretti en el paper de Felicien perquè un productor volia que la pel·lícula s'assemblés al màxim a una comèdia, però després de veure l'audició de Didier Bourdon per a un paper més petit, Ruiz va decidir convertir-lo en un dels personatges principals. El paper del rector també es va reformular abans del rodatge. El paper estava pensat originalment per a Jean-Francois Stevenin, però a causa de conflictes de programació el paper es va reescriure per a Daniel Prevost.

### Rodatge
L'Œil qui ment va ser la primera pel·lícula que Ruiz va fer amb fotografia panoràmica. La pel·lícula es va rodar amb una càmera Arri 535 amb un estoc de pel·lícula molt sensible, a diferència de la filmació anterior amb pel·lícula de 16 mm. Ruiz afirma que els nous mitjans tècnics de la pel·lícula van ajudar a crear una distinció de l'aspecte de la televisió que era més cinematogràfica i li va permetre crear plans que donaven als espectadors "la sensació que ocupaven un lloc precís i determinat des del qual era exercida la seva visió".

## Recepció
L'Œil qui ment fou estrenada al 45è Festival Internacional de Cinema de Canes on la pel·lícula competia per la Palma d'Or. La pel·lícula també es va projectar al Festival Internacional de Cinema de Chicago el mateix any i el 1993 es va estrenar breument en cinemes a diversos païsoss. L'Œil qui ment va rebre tant crítiques positives com negatives de crítiques que van des dels màxims elogis fins a queixes sobre la trama confusa i incomprensible. Frédéric Richard va escriure a la revista Positive (número de juliol de 1992): "L'Œil qui ment era sens dubte la pel·lícula més original de la competició, la més positivament innovadora i més interessant per la seva mirada portada al món de les imatges. No hi ha sort de premi, doncs, per a Raul Ruiz al festival de Canes, dominat enguany per una manifesta tendència reaccionària. Amb L'Œil qui ment, Ruiz aconsegueix una pel·lícula divertida, onírica i inquietant." No obstant això, una crítica menys favorable de L'Œil qui ment qualifica la pel·lícula "de vegades intrigant o divertida, però sobretot enfurismadament confusa i aleatòria". Richard Scheib atorga a la pel·lícula una puntuació d'1 estrella i afirma que Ruiz no té ni idea de la trama.

## Premis
Va participar en la secció oficial del XXV Festival Internacional de Cinema Fantàstic de Sitges, on va rebre el premi a la millor fotografia i a la millor banda sonora.